# ガイウス・スルピキウス・ペティクス
ガイウス・スルピキウス・ペティクス（Gaius Sulpicius Peticus）は、紀元前4世紀の共和政ローマのパトリキ（貴族）出身の政治家で軍人。

## 経歴
紀元前367年のリキニウス・セクスティウス法によって、執政武官（トリブヌス・ミリトゥム・コンスラリ・ポテスタテ）が廃止されて執政官（コンスル）が復活したが、執政官の一人にはプレブス（平民）出身者が選ばれることとなった。翌紀元前366年に執政官の一人には同法の提案者の一人であったルキウス・セクスティウス・セクスティヌス・ラテラヌスが就任した。

### 最初の執政官（紀元前364年）
紀元前364年、ガイウス・スルピキウスは執政官に就任する。同僚執政官はプレブス出身のガイウス・リキニウス・ストロであり、やはりリキニウス・セクスティウス法を提案した護民官の一人であった。ローマには前年から疫病が流行っており、前年にはローマ第二の建国者と言われたマルクス・フリウス・カミルスも病死していたが、この年も疫病は続いていた。この年に初めてローマ劇場が作られている。

### 二度目の執政官（紀元前361年）
紀元前362年にはプレブス出身の執政官ルキウス・ゲヌキウス・アウェンティネンシスのレガトゥス（副官）を務め、ルキウスの死亡後には軍の指揮を引き継いで、ローマ領に侵入したヘルニキ族を撃退した。翌年紀元前361年には二度目の執政官に就任、同僚執政官は前回と同じくガイウス・リキニウス・ストロであった。両執政官共にヘルニキに進軍し、フェレンテヌム（現在のフェレンティーノ）を占領した。ローマに帰還したガイウス・スルピキウスは凱旋式を実施したが、ガイウス・リキニウスにはその栄誉は与えられていない。

### 独裁官（紀元前358年）
紀元前358年、ガイウス・スルピキウスは独裁官に任命され、ラティウムのペドゥム（en）にまで侵攻したガリア人に対処することとなった。ガイウス・スルピキウスは自軍野営地の強化に努めたが、兵士達はこれに不満であり、即戦決着を望んだ。このためガイウス・スルピキウスは敵軍に向かい、困難も無くこれに勝利した。この勝利に対して二度目の凱旋式の栄誉が与えられ、相当量の金も含む大量の戦利品と共にローマに帰還した。
「マルクス・フリウス・カミルス以来、ガリアに対してこのような勝利を収めたのはガイウス・スルピキウスのみであった。彼は戦死したガリア兵が身に着けていた金を戦利品として収集したが、それは相当な量に達した。この金はカピトリヌスの丘の神々に奉納された」
（ティトゥス・リウィウス『ローマ建国史』、VII, 15）

### 三度目の執政官（紀元前355年）
紀元前355年、三度目の執政官に就任、同僚執政官はマルクス・ウァレリウス・プブリコラであった。両者共にパトリキであり、これはリキニウス・セクスティウス法に違反していた。当然プレブスとプレブス民会は反対したが、翌年にも二人の執政官はパトリキが務めた。
「カンプス・マルティウスでの騒動と何日にもわたる議会での議論の後、ついに衝突が生じた。プレブス達は激怒し、自由は失われ、カンプス・マルティウスだけでなくローマ自身も放棄すべきと泣き叫んだ。しかし一部の投票結果は無視され、選挙の結果は変わらなかった。
（ティトゥス・リウィウス『ローマ建国史』、VII, 18）

### 四度目の執政官（紀元前353年）
紀元前353年、4度目の執政官に就任。同僚は2度目の執政官となるマルクス・ウァレリウス・プブリコラであった。ガイウス・スルピキウスはタルクィニア、プブリコラはウォルスキに対する作戦を担当することになった。ウォルスキはラティウムの同盟国を脅かしていた。しかしカエレ（現在のチェルヴェーテリ）がタルクィニアに加担して戦争に加わるように思えたときに、ティトゥス・マンリウス・インペリオスス・トルクァトゥスが独裁官に任命された。

### 五度目の執政官（紀元前351年）
紀元前351年、5度目の執政官に就任、同僚執政官はティトゥス・クィンクティウス・ポエヌス・カピトリヌス・クリスピヌスで2度目の執政官であった。ガイウス・スルピキウスはタルクイニア、ティトゥス・クィンクティウスはファルスキ族に対処した。何れの場合も、ローマは戦火を交えることなく、講和を強要することができた。ローマは両都市と40年間の休戦条約を結んだ。

## 参考資料
- ウァレリウス・マクシムス『記憶に値する行為と言葉』
- ティトゥス・リウィウス『ローマ建国史』
- William Smith, Dictionary of Greek and Roman Biography and Mythology , Boston, 1870.